# NGC 152
NGC 152 é um aglomerado aberto na direção da constelação de Tucana. O objeto foi descoberto pelo astrônomo John Herschel em 1835, usando um telescópio refletor com abertura de 18,6 polegadas. 